# EOKA

Vlajka EOKA

EOKA, neboli Ethnikí Orgánosis Kipriakoú Agónos (Εθνική Οργάνωσις Κυπρίων Αγωνιστών), v překladu Národní organizace kyperských bojovníků, byla nacionalisticky orientovaná polovojenská organizace kyperských Řeků, jež vedla násilný boj proti britské koloniální nadvládě. Jejím cílem bylo rovněž přičlenění Kypru k Řecku (viz enosis). Bojovala také proti místním komunistům a podobným tureckým polovojenským organizacím na ostrově (Turecká odbojová organizace, Černý gang, Fronta 9. září). Měla podporu arcibiskupa Makariose, hlavního politického reprezentanta kyperských Řeků. Jejím zakladatelem a velitelem byl Georgios Grivas, řecký důstojník a veterán obou světových válek. Disponovala zhruba třinácti stovkami bojovníků. Povstání EOKA zahájila 1. dubna 1955. První duben je dnes v řecké části Kypru státním svátkem. Bojová aktivita EOKA kulminovala v roce 1956, v době, kdy byly britské jednotky vytíženy suezskou krizí. V roce 1959 Grivas s těžkým srdcem přijal kompromis, jenž vyjednal Makarios s Brity, jehož výsledkem byl vznik nezávislého Kypru. Ukončil povstalecký boj a oficiálně rozpustil EOKA. Její příslušníci však zůstali ozbrojeni a jejich hlavním nepřítelem se postupně stali kyperští Turci. V roce 1971 Grivas založil nástupnickou organizaci EOKA B, jejímž cílem mělo být "odčinit zradu enosis". Makarios (tehdejší prezident Kypru) zakázal EOKA B v dubnu 1974. Tři měsíce na to byl svržen a začala občanská válka mezi Řeky a Turky.